# Enfants dans les situations d’urgence et de conflit
Ne doit pas être confondu avec Enfant soldat.

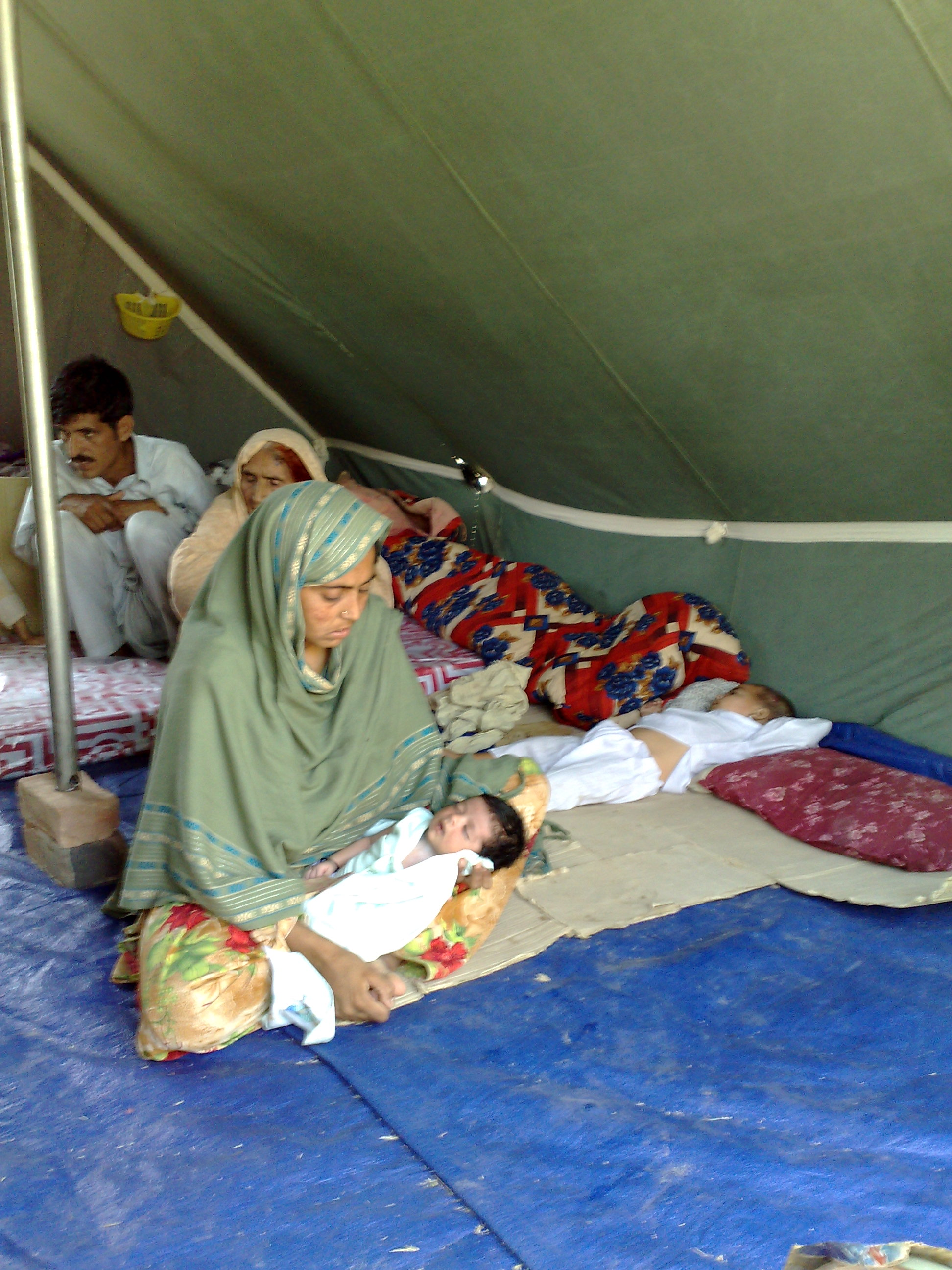
Camp de réfugiés Amam en 2009.

Les enfants dans les situations d'urgence et de conflit connaissent des risques pour leur santé, leur sécurité et leur bien-être. Il existe différents types de conflits et d'urgence, par exemple la violence, le conflit armé, la guerre, les désastres naturels, etc. Lorsque le conflit violent devient la norme, les jeunes enfants voient leur existence profondément bouleversée, tandis que leurs familles ont les plus grandes difficultés à leur procurer les soins adaptés et constants dont ils ont besoin pour se développer sainement.

## Les conséquences des situations d’urgence et de conflit

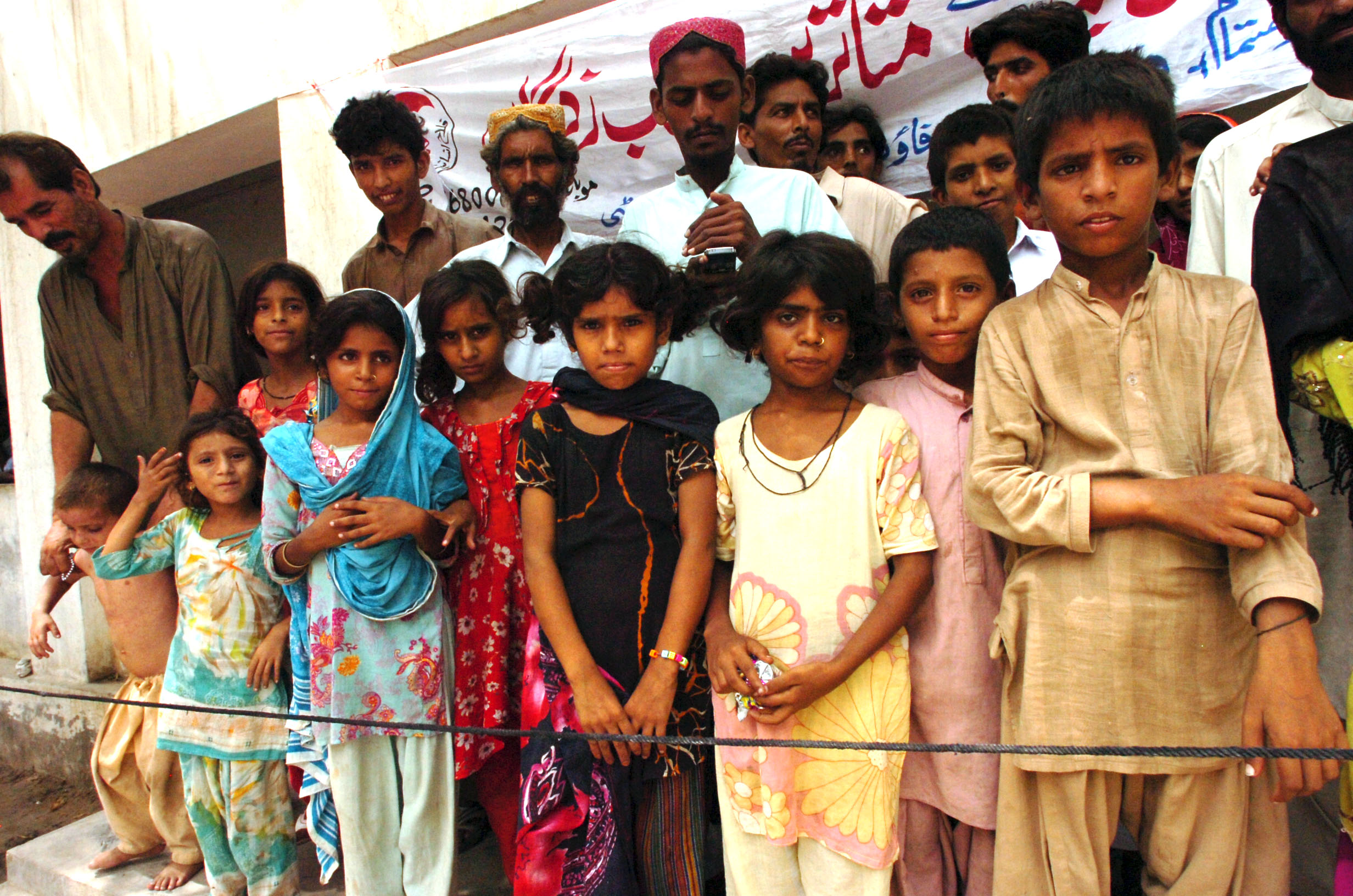
Pakistanais attendant la livraison d'aide humanitaire, 2010.

Approximativement 13 million d'enfants sont déplacés, en 2009, à cause des conflits armés et de la violence à travers le monde. Les situations d’urgence et de conflit peuvent influer sur le développement des enfants :
- Sur le plan physique : exacerbation des problèmes médicaux, maux de tête, fatigue, douleurs physiques inexpliquées.

- Sur le plan cognitif : ils éprouvent des difficultés à se concentrer, sont obsédés par l’événement traumatique, ils font des rêves ou des cauchemars récurrents, ils mettent en cause leurs croyances religieuses, et sont incapables de faire face à l’événement[2].

- Sur le plan affectif : dépression ou tristesse, irritabilité, colère, rancune, désespoir, découragement, absence d’espoir, sentiment de culpabilité, phobies, problèmes de santé, anxiété ou angoisse[3].

- Sur le plan social : multiplication des conflits avec la famille et les amis, troubles du sommeil, pleurs, altération de l’appétit, repli sur soi, évocation insistante de l’événement traumatisant, refus d’aller à l’école, jeux répétitifs[4].

### Les conséquences sur les grossesses
La recherche a établi que les expériences et les facteurs environnementaux pouvaient altérer la constitution génétique d’un enfant en cours de développement. L’exposition à une période prolongée de stress, à des toxines environnementales ou à des carences alimentaires altère chimiquement les gènes du fœtus ou du jeune enfant, et peut avoir une incidence décisive, temporaire ou permanente, sur le développement de l’individu. La violence et la dépression maternelle peuvent également compromettre le développement et la santé mentale de l’enfant. Lorsque les traumatismes se produisent pendant les phases critiques du développement du fœtus ou du jeune enfant, le choc provoqué sur certaines cellules spécialisées des organes tels que le cerveau, le cœur ou le foie peut entraîner des malformations qui, elles-mêmes, auront une incidence à vie sur la santé physique et mentale. Ainsi, selon une étude menée en Iraq, le taux de malformations cardiaques à la naissance était 13 fois plus élevé à Fallujah qu’en Europe. Quant aux anomalies congénitales du système nerveux, à nombre de naissances égal, le taux d’enfants touchés était 33 fois plus élevé en Irak qu’en Europe. Les périodes de stress prolongées pendant la grossesse ou la petite enfance peuvent avoir des effets particulièrement préjudiciables et, en l’absence de relations protectrices, elles peuvent également se traduire par une altération génétique permanente des cellules cérébrales en développement. Les résultats des recherches montrent que les toxines et le stress de la mère pénètrent dans le cordon ombilical à travers le placenta, entraînant des naissances prématurées et un faible poids à la naissance. De la même façon, le traumatisme causé par un conflit a une incidence sur les femmes enceintes ainsi que sur la santé affective à venir de leurs enfants.

### Les incidences sur le développement de l’enfant

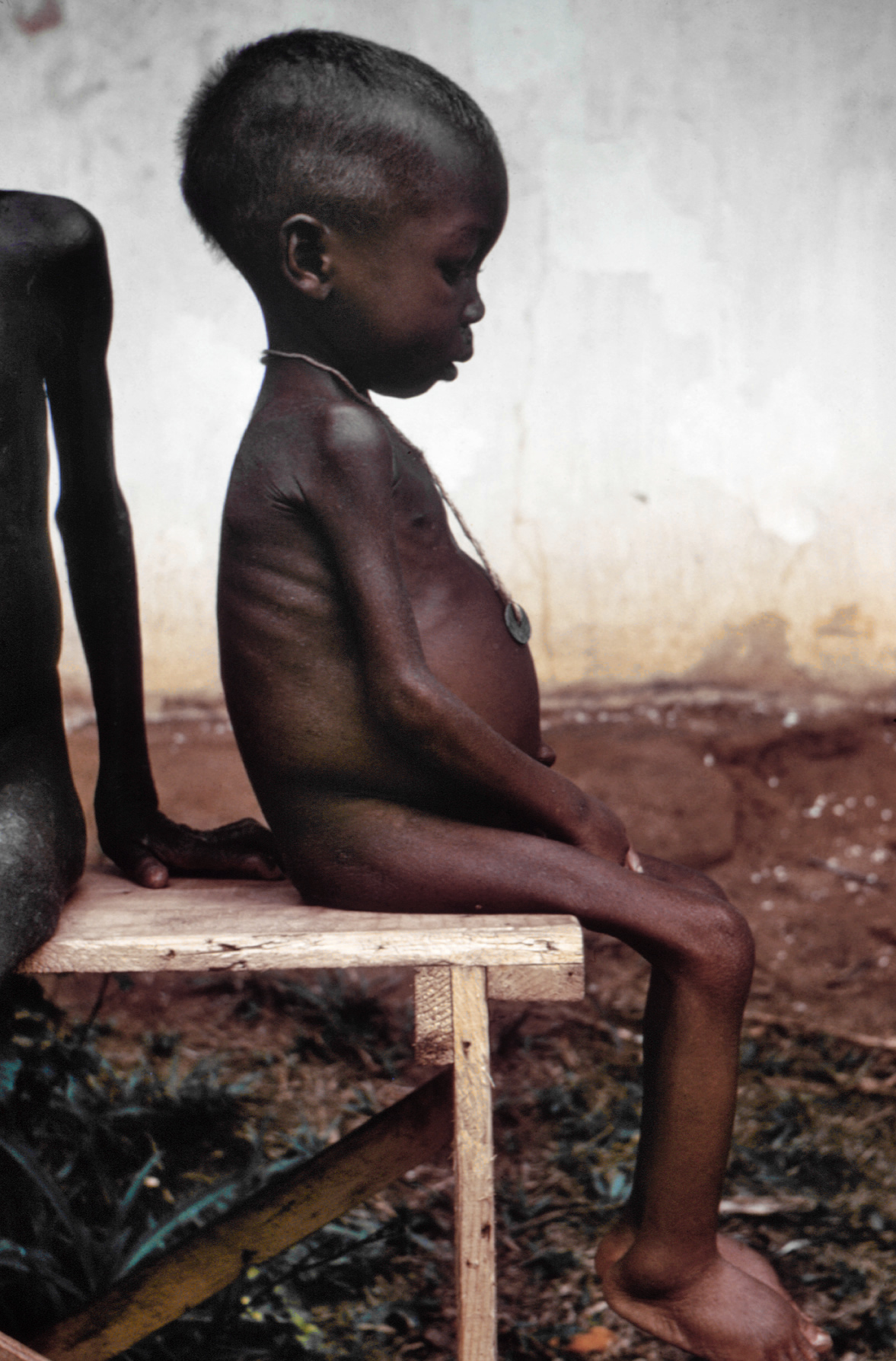
Un enfant avec signes de kwashiorkor et de marasme. L'abdomen ballonné et les œdèmes des pieds sont caractéristiques.

Dans une situation d’urgence, l’enfant présente des réactions variables en fonction de son âge, de son tempérament, de son patrimoine génétique, de ses problèmes préexistants, de ses facultés d’adaptation et de ses compétences cognitives, ainsi que du degré de gravité de la situation. Si les réactions aux situations d’urgence ne sont pas traitées, elles peuvent être très préjudiciables au développement social, affectif, comportemental et physique de l’enfant,.
.L’âge est un facteur important, car il détermine la façon dont l’enfant comprend la situation et l’intervention d’urgence.

#### Enfants de moins de 6 ans
Dans les pays en conflit, le taux moyen de mortalité des enfants de moins de 5 ans est deux fois plus élevé qu’ailleurs, soit 12 % contre 6 %.
Selon les études portant sur l’incidence des situations d’urgence et de conflit sur la santé physique et mentale des enfants âgés de 0 à 8 ans, en cas de catastrophe naturelle, entre 3 % et 87 % des enfants touchés présentent des TSPT,. Cependant, chez les enfants vivant dans une situation de conflit chronique, ce pourcentage se situe entre 15 % et 50 %, comme cela a été établi dans les pays suivants : Afrique du Sud, Iran, Iraq, Israël, Koweit, Liban, Palestine, Rwanda et Soudan,,,,,,,.
Des études ont conclu des corrélations entre l’exposition à des raids et à des bombardements quotidiens et les troubles comportementaux et affectifs chez les enfants palestiniens âgés de 3 à 6 ans, dans la Bande de Gaza. Ils ont constaté chez les enfants des troubles du sommeil, une faible capacité de concentration, des comportements visant à attirer l’attention, un manque d’autonomie, des accès de colère et une angoisse accrue. Les mères d’enfants palestiniens fréquentant le jardin d’enfants font état de graves perturbations d’ordre psychosocial et affectif. En examinant les troubles comportementaux et affectifs de 309 enfants palestiniens d’âge préscolaire il a été conclu que l’exposition directe et indirecte aux traumatismes dus à la guerre aggravait les risques de problèmes de santé mentale. Dans une étude sur les effets de la guerre sur les enfants libanais d’âge préscolaire, il a été constaté que les enfants âgés de 3 à 6 ans soumis à des bombardements intensifs pendant deux ans présentaient plus de problèmes que les enfants d’un groupe témoin qui n’avaient pas été exposés à ce danger. Pendant la guerre civile à Beyrouth, 40 mères d’origines socio-économiques diverses, ont indiqué qu’après les bombardements et les explosions, leurs enfants, d’âge préscolaire, devenaient plus craintifs et plus angoissés. Après des attaques de missiles Scud, des enfants israéliens déplacés, eux aussi d’âge préscolaire, ont manifesté de l’agressivité, une hyperactivité, des troubles d’opposition et du stress. Ces enfants avaient été comparés à des enfants n’ayant pas été déplacés. Bien que les symptômes aient progressivement diminué en intensité, les facteurs de risque relevés peu après la Guerre du Golfe continuaient à avoir une incidence sur les enfants, cinq ans après l’apparition des traumatismes dus à l’exposition à ces facteurs.

#### Enfants de 6 à 11 ans
Dans ce groupe d’âge, les symptômes les plus communs comprennent pensées et images perturbantes, cauchemars, troubles du sommeil et de l’alimentation, désobéissance, irritabilité, repli sur soi, explosions de colère, désirs de querelle, comportements perturbateurs, incapacité à se concentrer, peurs irrationnelles, comportement régressif, dépression et anxiété, peur de la culpabilité et apathie affective, démonstrations d’affection physique excessives, maux de tête, nausée et troubles de la vue ou de l’audition. Les événements traumatiques survenant avant l’âge de 11 ans ont une probabilité trois fois plus grande d’entraîner des troubles comportementaux et affectifs graves que ceux que les enfants subissent à un âge plus avancé Selon le Palestinian Counseling Centre, six mois encore après la destruction de leur maison, les jeunes enfants palestiniens restaient repliés sur eux-mêmes, ils souffraient de troubles somatiques, de dépression/d’anxiété, de douleurs inexpliquées, de troubles respiratoires et de troubles de l’attention, et manifestaient un comportement violent. Ils avaient peur d’aller à l’école, éprouvaient des difficultés à se lier aux autres enfants, et se montraient plus attachés aux pourvoyeurs de soins. Les parents ont également fait état d’une dégradation de leurs résultats scolaires et de leurs aptitudes à l’étude. Une étude a révélé que 27,7 % des enfants libanais âgés de 6 à 12 ans souffraient de TSPT et de troubles du sommeil, qu’ils étaient agités, éprouvaient des difficultés à se concentrer et étaient excessivement au fait des événements relatifs à la guerre israélo- palestinienne de 2006. Au Soudan et dans le nord de l’Ouganda, de nombreux enfants contraints d’assister aux séances de torture et au meurtre de membres de leur famille présentent un retard de croissance, des TSPT et d’autres troubles directement liés aux traumatismes.

### Handicap
Les enfants handicapés subissent de façon disproportionnée les situations d’urgence. Dans certains cas, le handicap survient lors d’une catastrophe naturelle. Les enfants handicapés souffrent parce qu’ils perdent leurs appareils fonctionnels, qu’ils n’ont plus accès à des médicaments ou à des services de réadaptation et, dans certains cas, parce qu’ils perdent leurs pourvoyeurs de soins. En outre, ils sont généralement plus vulnérables devant les abus et la violence. Selon l’UNICEF, sur une année, les violences commises sur les enfants handicapés sont au moins 1,7 fois plus nombreuses que sur les enfants valides. Les jeunes enfants handicapés vivant dans des situations de conflit sont plus vulnérables. Ils souffrent davantage des problèmes liés à ces situations, que ce soit sur les plans physique, psychologique ou affectif. Ils ont également une plus grande probabilité d’avoir des troubles d’ordre affectif et mental pendant les situations d’urgence, en raison de leurs difficultés à se déplacer, de leur traitement, des médicaments qu’ils prennent ou parce qu’ils souffrent de la famine. Les enfants souffrant d’un handicap moteur, visuel ou auditif, ou de déficiences intellectuelles seront particulièrement vulnérables si, en raison d’une situation d’urgence, leur école est déplacée et qu’ils doivent changer leur mode de vie. Pendant les situations d’urgence, les trajets longs et dangereux pour se rendre à l’école et l’absence de bâtiments dotés d’équipements adaptés et d’enseignants possédant un minimum de qualifications deviennent des obstacles insurmontables qui empêchent les jeunes enfants handicapés de fréquenter des garderies ou des établissements d’enseignement de la petite enfance.

### Filles et garçons
Selon certaines études, les filles manifestent une plus grande détresse que les garçons en réaction aux situations de stress et sont considérées comme courant plus de risques en cas de conflit et de terreur. Selon d’autres études, les filles expriment davantage leurs craintes et elles manifestent de l’anxiété, des troubles dépressifs et des TSPT plus prononcés,. À la suite d’une catastrophe, les garçons, eux, manifestent davantage de troubles du comportement. Cependant, les filles d’âge préscolaire ayant subi les séismes de Sultandagi (Turquie) ont manifesté davantage de troubles comportementaux que les garçons du même groupe d’âge. En outre, des études affirment que les jeunes enfants, et plus particulièrement les filles, pourraient être plus vulnérables aux abus et à l’exploitation sexuels. Des études rapportent qu’en cas de conflit durable, les garçons palestiniens manifestent davantage de troubles psychologiques que les filles. Selon une autre étude, les garçons palestiniens sont plus sensibles aux effets de la violence pendant la petite enfance, alors que les filles le sont davantage pendant l’adolescence.

### Répercussions sur l’éducation
Une éducation de qualité atténue l’impact psychologique des conflits et des catastrophes naturelles, en redonnant à l’enfant un sentiment de normalité et en lui apportant stabilité, structure et foi en l’avenir. Cependant, les situations d’urgence et de conflit anéantissent souvent la qualité des services éducatifs, dans la mesure où elles entraînent des pénuries de matériel, de ressources et de personnels, privant ainsi les jeunes enfants de la chance de bénéficier d’une éducation préscolaire de qualité. Dans la plupart des conflits, les infrastructures éducatives sont généralement prises pour cible. Les établissements préscolaires et les écoles sont souvent détruits ou fermés en raison de circonstances dangereuses, privant les jeunes enfants des possibilités d’apprentissage et de socialisation dans un lieu sûr et propice au sentiment de routine,.
Les jeunes enfants vivant en situation d’urgence ont une plus faible probabilité d’aller à l’école primaire, et une plus grande probabilité de décrocher. Le taux d’achèvement du primaire est de 65 % dans les pays pauvres touchés par un conflit, contre 86 % dans les autres pays pauvres. Selon le rapport MICS de l’UNICEF de 2000, les données en provenance d’Iraq confirment l’insuffisance des programmes de développement de la petite enfance dans le système éducatif formel. Ainsi, 3,7 % seulement des enfants âgés de 36 à 59 mois étaient inscrits dans des crèches ou des jardins d’enfants. La faiblesse du taux de participation aux programmes d’éducation de la petite enfance prive les jeunes enfants de la possibilité de trouver refuge dans un espace sûr où ils pourront s’épanouir et atténuer le stress et les tensions dus à la situation d’urgence. Dans les pays en proie à des situations d’urgence, les chercheurs constatent un grand nombre de troubles pouvant être associés au traumatisme, y compris le trouble du déficit de l’attention avec hyperactivité, de mauvais résultats scolaires, des problèmes de comportement, le harcèlement et les abus, le trouble oppositionnel avec provocation, le trouble des conduites, des troubles phobiques et des relations négatives.
Selon une étude menée en Éthiopie à partir des données provenant de l’étude Young Lives, chez les jeunes enfants orphelins de mère, la probabilité d’être inscrit à l’école est inférieure de 20 %, la probabilité de savoir écrire est inférieure de 21 % et celle de savoir lire est inférieure de 27 %. Selon une étude, les enfants bosniaques âges de 5 à 6 ans traumatisés par la guerre montraient un plus faible niveau de compétences cognitives. Les enfants palestiniens d’âge scolaire et préscolaire ayant subi la perte de proches, des blessures et la destruction de leur maison montraient une capacité cognitive altérée en matière d’attention et de concentration. Il a été établi que les traumatismes graves étaient corrélés à une rigidité et à une diminution de l’attention et des aptitudes de résolution des problèmes. Étant donné que la santé mentale et la santé physique sont toutes deux liées au développement linguistique et cognitif, on peut penser que les conflits violents ont un effet négatif sur ces domaines du développement.

## Le soutien aux jeunes enfants dans les situations d’urgence et de conflit

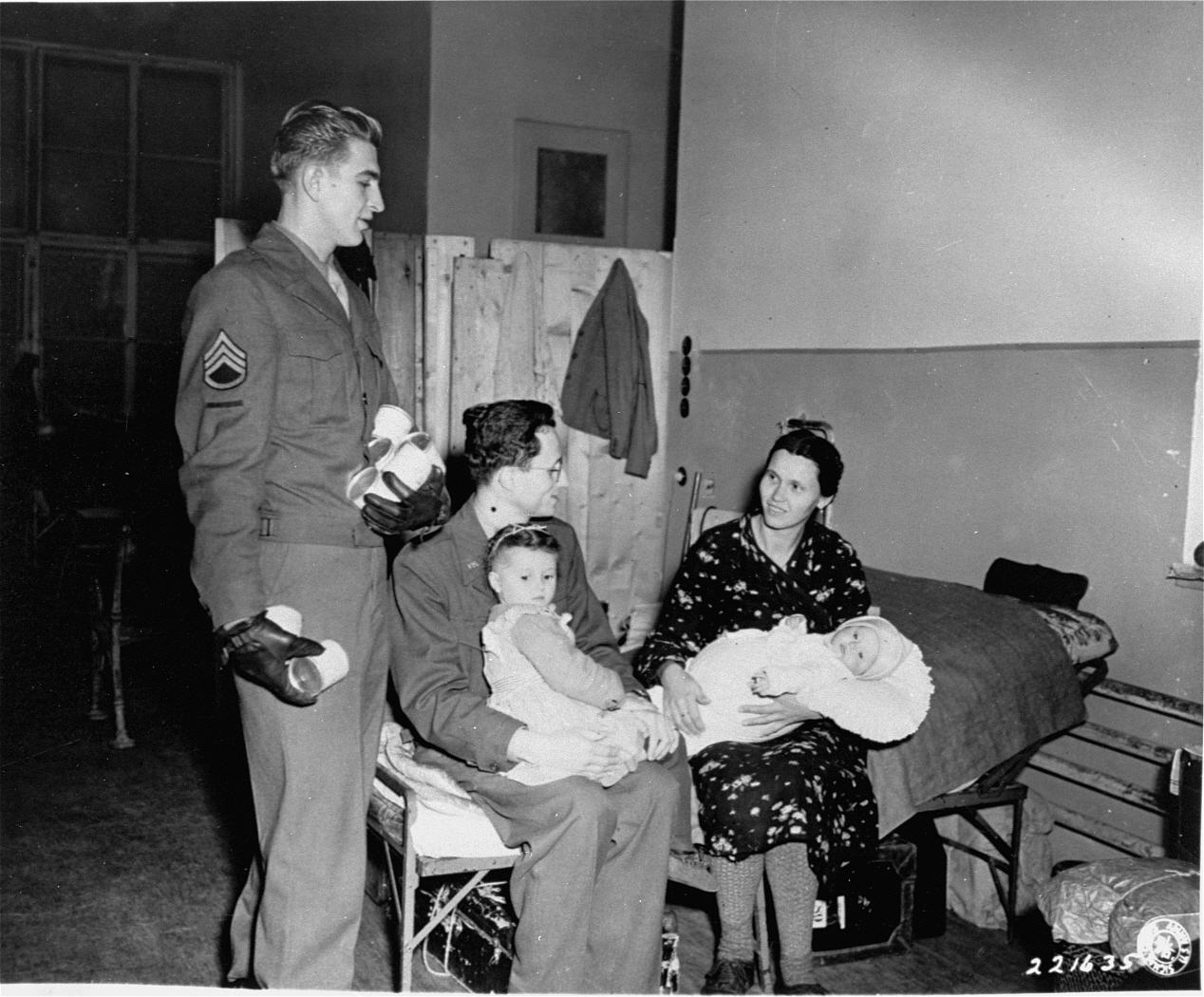
Personnes déplacées à Vienne, 1945. Soldat américain apportant du lait dans un camp de personnes déplacées.

L'Unicef considère en 2009 que les services coordonnés de santé et d’alimentation, d’assainissement de l’eau, d’hygiène, d’éducation de la petite enfance et de santé et de protection mentales contribuent de manière essentielle à soutenir les jeunes enfants vivant dans des situations d’urgence et de conflit.
D’après plusieurs études, les enfants ayant participé à des programmes éducatifs de qualité à l’école tendent à avoir une meilleure connaissance des risques, un degré de peur plus faible et une perception plus réaliste des risques que les autres enfants. Dans de tels contextes, on estime que les programmes d’intervention psychologique destinés aux jeunes enfants et à leur famille sont d’une importance vitale. En Sierra Leone, les contes, le chant, la corde à sauter, le jeu de rôles, les sports d’équipe et les exercices d’écriture et de dessin contribuent à atténuer la détresse psychologique associée à l’exposition à la violence du conflit chez les enfants âgés de 8 à 18 ans. Des études menées en Érythrée et en Sierra Leone ont révélé que les interventions éducatives bien conçues étaient propices au bien-être psychologique des enfants. En Afghanistan, les jeunes enfants et les adolescents ont acquis un sentiment de stabilité et de sécurité après avoir participé à des activités constructives (art, récits, sports) organisées dans des endroits neutres et sûrs au sein de leur communauté.

## Conflit armés et égalité des genres
Les violences interpersonnelles et les conflits armés sont des obstacles importants à l’égalité des genres. Le coût des violences interpersonnelles et des conflits armés est élevé. Les différends entre les individus, notamment la violence domestique, feraient neuf fois plus de victimes que les guerres et autres conflits. Aussi bien les femmes que les hommes subissent la violence à travers le monde, mais ce sont majoritairement les hommes qui détiennent et utilisent la violence. Cela ne veut pas dire que tous les hommes sont violents ou que tous les garçons deviendront violents en grandissant, mais les notions socialement construites de la masculinité et du droit à la sexualité des hommes jouent un rôle central en entretenant la violence.
La violence à l’égard des femmes est un problème majeur dans les pays pauvres comme dans les pays riches. Environ un tiers des femmes à travers le monde ont subi des violences physiques et/ou sexuelles de la part d’un partenaire intime, ou des violences sexuelles d’une autre personne, à un moment de leur vie ; et moins de 40 % d’entre elles ont demandé de l’aide à un moment. Un grand nombre des violences faites aux femmes ont lieu dans le cadre du domicile, mais l’expérience ou la peur du harcèlement sexuel et d’autres formes de violence sexuelle peuvent limiter la liberté individuelle dans les espaces publics, y compris l’accès à l’école et aux possibilités d’apprentissage tout au long de la vie dans les zones urbaines et rurales, en particulier pour les filles et les femmes.
La violence sexuelle accompagne souvent les conflits armés, ce qui a des effets dévastateurs sur la santé et l’éducation des adolescentes. Les 51 pays ayant connu un conflit entre 1987 et 2007 ont signalé des actes de violence sexuelle à l’encontre d’adolescentes. La violence intime peut être normalisée pendant et après une situation de conflit. L’instabilité, la migration et le fait de vivre ou d’assister très jeunes à ce type de violence entraînent un risque élevé que les hommes la perpétuent,.